# Кручишор (комуна)
Кручишор (рум. Crucișor) — комуна у повіті Сату-Маре в Румунії. До складу комуни входять такі села (дані про населення за 2002 рік):
- Єгеріште (546 осіб)
- Кручишор (592 особи) — адміністративний центр комуни
- Пояна-Кодрулуй (1403 особи)

Комуна розташована на відстані 424 км на північний захід від Бухареста, 27 км на південний схід від Сату-Маре, 105 км на північ від Клуж-Напоки.

## Населення
За даними перепису населення 2002 року у комуні проживала 2541 особа.
Національний склад населення комуни:
| Національність | Кількість осіб | Відсоток |
| -------------- | -------------- | -------- |
| румуни         | 2231           | 87,8%    |
| цигани         | 200            | 7,9%     |
| угорці         | 78             | 3,1%     |
| німці          | 31             | 1,2%     |
| українці       | 1              | < 0,1%   |

Рідною мовою назвали:
| Мова       | Кількість осіб | Відсоток |
| ---------- | -------------- | -------- |
| румунська  | 2441           | 96,1%    |
| угорська   | 73             | 2,9%     |
| німецька   | 26             | 1,0%     |
| українська | 1              | < 0,1%   |

Склад населення комуни за віросповіданням:
| Релігія                                       | Кількість осіб | Відсоток |
| --------------------------------------------- | -------------- | -------- |
| православні                                   | 2261           | 89,0%    |
| римо-католики                                 | 137            | 5,4%     |
| греко-католики                                | 114            | 4,5%     |
| п'ятдесятники                                 | 16             | 0,6%     |
| реформати                                     | 9              | 0,4%     |
| лютерани (Синодально-пресвітеріанська церква) | 3              | 0,1%     |
| старообрядці                                  | 1              | < 0,1%   |